# 사랑하는 소녀와 수호의 방패
《사랑하는 소녀와 수호의 방패》(일본어: 恋する乙女と守護の楯)는 AXL(액셀)로부터 2007년 6월 29일에 발매된 18금 연애 어드벤처 게임이다. 약칭은「코이다테(恋楯)」. 2008년 2월 14일에 전연령대응의 드라마CD가 발매되었다. 또한, 알케미스트로부터 2008년 11월 20일에 플레이스테이션 2판 《사랑하는 소녀와 수호의 방패 -The shield of AIGIS-》가 발매되었으며 PS2판의 경우 히로인이 2명 추가되었다.

## 개요
주인공 키사라기 슈지는 경비회사 아이기스에 소속된 신인 에이전트. 슈지가 수속된 부서는 아이기스의 숨겨진 얼굴로, 때때론 비합법적인 수단을 사용하여 요인을 지키는 부서이다. 그는 작은 체구에서 익숙한 신체능력과 직감력으로 이제까지 수 명의 요인경호를 성공시켜 성장이 기대되는 신인으로 주목되었다. 이제까지의 성공을 인정받아 이번에 처음으로 단독임무를 부여받았지만, 그 내용은 여장을 하여 여학원에 잡입해 대상을 경호하는 것이었다. 여자에 익숙하지 못한 슈지는 반발하지만 결국은 무거운 마음으로 임무를 받아들이게 되는데...

## 등장인물
성우이름에 대해선 PC판/드라마CD·PS2판의 순서로 기입한다.

### 주인공
- 키사라기 슈지/야마다 타에코(如月修史/山田妙子) (성우(드라마CD·PS2판)：쿠기미야 리에)
본 작품의 주인공. 경비회사 아이기스의 특수요인호위과에 소속되어 있는 에이전트.

### 메인 히로인
- 카스가자키 유키노(春日崎雪乃) (성우：아오야마 유카리 / 토모나가 아카네)(PC판, PS2판 동일)
세인트 테레지아 학원 3년생. 학원의 학생회, 통칭 나데시코회의 회장을 맡고 있다. 학원내 여학생의 동경의 대상.
- 츠바키하라 렌(椿原 蓮) (성우：카자네 / 사쿠라이 하루미)(PC판, PS2판 동일)
학원 2년생에 타에코(슈지)와는 같은 클래스. 나데시코회에선 부회장을 맡고 있다. 정의감이 넘치는 학원의 왕자님격 존재.
- 신죠 마리나(新城 鞠奈) (성우：호쿠도 미나미 / 타구치 히로코)
학원 1년생. 나데시코회에선 회계담당. 학원 이사장의 손녀로 장난을 좋아하는 소악마.
- 사나다 세츠코(真田 設子) (성우：마츠다 리사 / 리키마루 노리코)(PC판, PS2판 동일)
학원 2년생. 타에코(슈지)의 클래스메이트.
- 호무라 유리(穂村 有里) (성우：키사라기 아오이 / 요시다 아이리)(PC판, PS2판 동일)
학원 2년생. 타에코(슈지)의 클래스메이트. 같은 가드로서 파견되었다.

### PS2판에서 추가된 히로인
- 아야노코우지 와카나(綾小路若菜) (성우：없음 / 타무라 유카리)
세인트 테레지아 학원 3년생.
- 나카니시 리오(中西りお) (성우：없음 / 야하기 사유리）
학원 2년생. 아이기스가 키운 백넘버(에이전트는 아님).

### 서브 캐릭터
- 사쿠라바 유우(桜庭 優) (성우：챠타니 야스라 / 나카다 카요)(PC판, PS2판 동일)
학원 1년생. 마리나와 같은 클래스. 어떤 사건 이후 타에코에게 반하여 주위를 항상 따라다나는 아기 고양이 같은 존재.
- 호시노 우루미(星野 麗美) (성우：코노 카나미 / 카토 마사미)(PC판, PS2판 동일)
학원의 국어교사. 이 학원의 졸업생으로 어딘지 붕떠있어서 감이 잡히질 않는다.
- 시스터 리디아(シスター・リディア) (성우：잇시키 히카루 / 타나카 료코)(PC판, PS2판 동일)
교회로부터 학원에 파견된 이탈리아인 시스터.
- 사사츠카 류헤이(笹塚 隆平) (성우：사키와레 스푼 / 토리우미 코스케) (PC판, PS2판 동일)
학원의 임시교사로 담당과목은 생물.
여학생에게 인기가 있어 자주 고백받지만 거절하고 있다.
- 과장(課長) (성우：오카자키 유우 / 야오 카즈키)(PC판, PS2판 동일)
주인공의 상관이면서, 길러준 부모이기도 하다.
본명은 칸자키 쿄이치로(神崎恭一郎). 단, 주인공과 같이 가명일 가능성이 있다.

## 스탭
- 일러스트레이터·원화:세노모토 히사시
- 시나리오:하세카와 아이
- 사운드:PELVISMUSIC inc
- OP무비:Rainbow Motion-Graphics

## 주제가

### PC판
- 주제가『shield nine』
노래:Rita/작곡·편곡:iyuna
- 유키노 엔딩곡『eternal smile』
노래:마리에/작곡·편곡:iyuna
- 렌＆마리나 엔딩곡『두 사람이 보는 세계(二人の見る世界)』
노래:챠타/작곡·편곡:iyuna
- 세츠코＆유리 엔딩곡『wind of change』
작곡·편곡·노래：iyuna

### PS2판
- 유키노 엔딩곡『eternal smile』
노래:마리에/작곡·편곡:iyuna
- 렌 엔딩곡『두 사람이 보는 세계(二人の見る世界)』
노래:챠타/작곡·편곡:iyuna
- 마리나 엔딩곡『feeling, shining,』
작사·작곡·편곡:iyuna
- 세츠코 엔딩곡『wind of change』
작곡·편곡·노래：iyuna
- 유리 엔딩곡『rainbow place』
노래:Rita/작곡·편곡·노래：iyuna

## 라디오 방송
2008년 8월 27일부터 온센에서 인터넷 라디오 방송『코이다테 라디오』를 방송 중이다.